# دالی گلدن
دالی گلدن (فرانسوی: Dolly Golden‎؛ زاده ۲۸ اوت ۱۹۷۳) یک بازیگر پورنوگرافی اهل فرانسه است.